# Лісне (Ішимбайський район)
Лісне́ (рос. Лесное, башк. Лесной) — присілок у складі Ішимбайського району Башкортостану, Росія. Входить до складу Скворчихинської сільської ради.
Населення — 11 осіб (2010; 8 в 2002).
Національний склад:
- росіяни — 75%